# Nueva Galia
Nueva Galia är en ort i Argentina.   Den ligger i provinsen San Luis, i den centrala delen av landet, 600 km väster om huvudstaden Buenos Aires. Nueva Galia ligger 308 meter över havet och antalet invånare är 1 353.
Terrängen runt Nueva Galia är platt, och sluttar österut. Trakten runt Nueva Galia är nära nog obefolkad, med mindre än två invånare per kvadratkilometer.. Nueva Galia är det största samhället i trakten.
Omgivningarna runt Nueva Galia är i huvudsak ett öppet busklandskap.